# Calvarie van Scheut

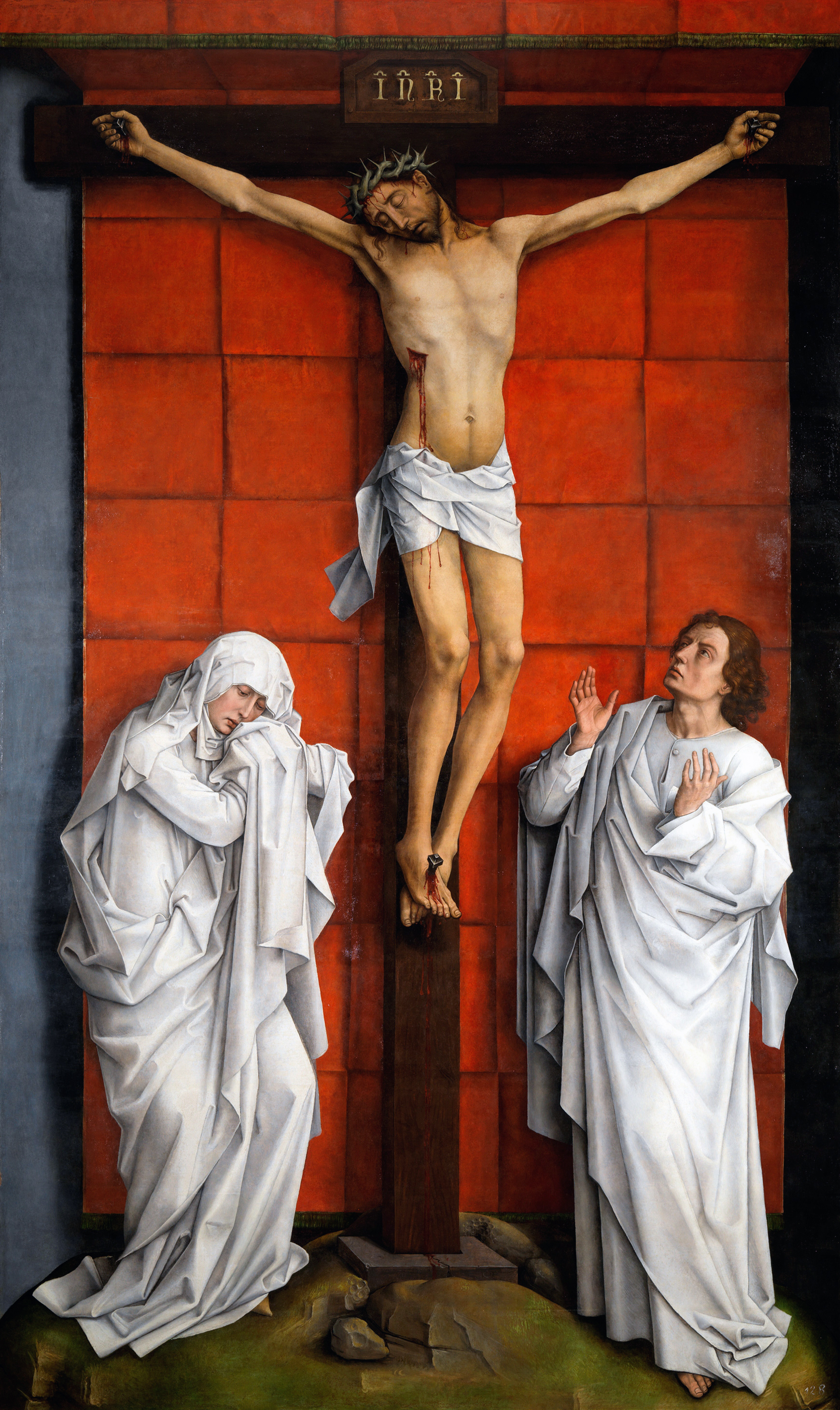

De Calvarie van Scheut is een kruisiging geschilderd rond 1457 door Rogier van der Weyden voor het kartuizerklooster Scheut en te zien in de San Lorenzo de El Escorial in Spanje. Het werk bestaat uit olieverf op een paneel van Baltische eik en meet 325 × 192 cm.
Tegen een helrode achtergrond zien we Christus aan een T-vormig kruis tussen Maria en Johannes de Evangelist. De gewaden zijn in een kartuizisch wit dat ongebruikelijk was voor Van der Weyden. De levensgrote figuren lieten de aanschouwer toe om zich als het ware in de scène te projecteren, zoals aanbevolen door kartuizertheoloog Ludophus van Saksen. Mogelijk was het Van der Weydens laatste werk. In 1555 betaalde koning Filips II van Spanje 100 pond voor het schilderij. Hij liet het overbrengen naar het Paleis van Valsaín en daarna naar het Escorial, waar het nog steeds te zien is. Het werk is eigendom van Patrimonio Nacional. Van 2011 tot 2015 onderging het een meticuleuze restauratie in het Prado.

## Bron
- Dirk De Vos, Rogier van der Weyden. The Complete Works, 2000, p. 231-232